# August Lagergren
August Lagergren   (paroisse de Gärdserum, 2 de juny de 1848 - Engelbrekt i The Royal Court Parish, 11 de juny de 1908) nom artistic de Sven August Lagergren va ser un organista i professor de música suec.
Lagergren va estudiar al Conservatori de Música d'Estocolm entre 1871 i 1873 i va ser professor d'harmonia allà entre 1874 i 1880. Va estudiar amb August Haupt a Berlín el 1881, va esdevenir organista a l'Església del Palau el mateix any i líder del cor de la seva església des de 1890. Va ser elegit el 28 de març de 1895 com a membre número 488 de la Reial Acadèmia de Música.